# Distrito Histórico de Edificios Comerciales de Randolph Street
El Distrito Histórico de Edificios Comerciales de Randolph Street (en inglés, Randolph Street Commercial Buildings Historic District) es un distrito histórico ubicado en el Downtown de Detroit, la ciudad más poblada del estado de Míchigan (Estados Unidos). Incluye seis edificios a lo largo de Randolph Street entre las Monroe y Macomb (1208-1244 Randolph Street). Fue incluido en el Registro Nacional de Lugares Históricos en 1980. La colección de edificios es un raro conjunto superviviente de estructuras comerciales de la era victoriana de Detroit. Se encuentra en el extremo sur de la avenida Gratiot y colinda con el Distrito Histórico de Broadway Avenue.

## Historia

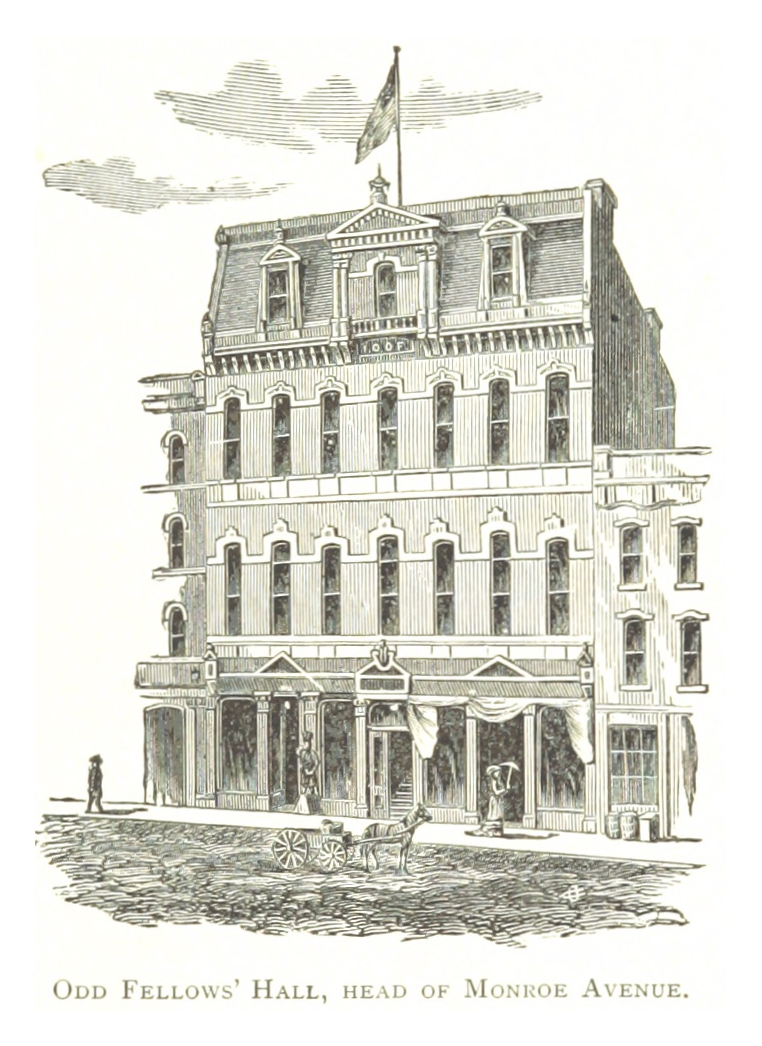
El Odd Fellows Building en un dibujo de 1884 de Silas Farmer. La fachada del cuarto piso fue posteriormente remodelada.

Los edificios a lo largo de esta sección de Randolph Street se han utilizado para el comercio minorista desde que el área se construyó por primera vez en los años 1840. El edificio en 1236-1244 Randolph se construyó durante el período de construcción original y es un raro sobreviviente de esa década. El edificio Odd Fellows de estilo victoriano (1874) está ubicado en la esquina de Randolph y Monroe.
A medida que la ciudad creció, se requirieron edificios comerciales más grandes y se construyeron las otras estructuras en Randolph. El área siguió siendo un distrito comercial en el siglo XX.
A lo largo de los años, las fachadas a nivel de la calle de los edificios del distrito se modificaron en numerosas ocasiones, se agregaron nuevos pisos superiores a dos estructuras y un programa de eliminación de cornisa en los años 1950 resultó en la pérdida de buena parte de la decoración. Sin embargo, los edificios aún conservan su mampostería victoriana y sus campanas de metal para las ventanas.
Desde la construcción de los edificios, las estructuras del distrito han albergado numerosas empresas comerciales, desde oficinas legales hasta sastres y escultores. A principios de los años 1900, el distrito albergaba principalmente establecimientos de ropa y productos secos.

## Descripción
En la época victoriana, este bloque presentaba siete edificios adyacentes. El hotel St. Claire, originalmente en la esquina de Randolph y Monroe, fue demolido en algún momento antes de 1980; el edificio en 1224 Randolph fue demolido en 1929 y reemplazado. Los seis edificios dentro del distrito cuando se incluyó en la lista en 1980 son:
- 1208 Randolph (Odd Fellows Hall): este edificio es un ejemplo de alta arquitectura victoriana italiana de cuatro pisos y siete bahías, y fue construido por Odd Fellows en 1874. La planta baja contiene escaparates, mientras que el tratamiento de las ventanas del segundo piso incluye alturas de ventana alternas, molduras de piedra y molduras de campana de piedra. El piso más alto de la fachada fue remodelado extensamente desde su apariencia original alrededor de 1900.[6]
- 1218 Randolph: Probablemente construida en 1872, fue demolida en algún momento después de 1980. Era una estructura comercial victoriana de cuatro pisos.[6]
- 1224 Randolph: En 1874, se construyó aquí una estructura comercial victoriana de cuatro pisos, casi una réplica de 1218, como Laitner Brush Factory. En 1929 fue demolido y reemplazado por una sucursal bancaria de mármol blanco de dos pisos. El segundo piso tiene una ventana arqueada empotrada enmarcada con una amplia moldura de cuerda de mármol.[6]
- 1228-30 Randolph: esta estructura comercial victoriana probablemente se construyó alrededor de 1870. Tiene tres tramos de ancho por cuatro pisos de alto, con pilastras verticales que separan los tramos. Las tapas de las ventanas del segundo y tercer piso son de metal prensado y sobresalen de la fachada.
- 1232-34 Randolph: esta estructura comercial victoriana es virtual gemela de la de 1228/30, y se construyó aproximadamente al mismo tiempo. La ventana del segundo y tercer piso son más simples que las de al lado.[6]
- 1236-44 Randolph: esta estructura es un compuesto de tres edificios de tres pisos que se han ido consolidando lentamente en uno con el tiempo. Un edificio más pequeño en 1236 colinda con el edificio principal de tres tramos en el centro. Una adición amplió el edificio hasta la esquina. Aunque las fachadas de los edificios han perdido toda distinción arquitectónica, los dos edificios más antiguos probablemente datan de los años 1840.[6]